# World Rally Championship-2
De World Rally Championship-2 of WRC-2 (voorheen bekend als de Super 2000 World Rally Championship of S-WRC), is de internationale benaming van een door de FIA opgezet, ondersteunend kampioenschap in het Wereldkampioenschap Rally, die verreden worden over dezelfde proeven. WRC-2 staat open voor productie gebaseerde auto's die gehomologeerd zijn onder de Super 2000, N4, R4 en R5 reglementen. Het kampioenschap zag zijn intrede maken in 2010, en splitste zich af met het Production World Rally Championship, die voorheen open stond voor zowel Super 2000 als Groep N4 auto's, in twee aparte kampioenschappen. Er bestond ook de World Rally Championship Cup for Teams, maar deze werd na 2010 gestaakt. 
In 2013 werd het kampioenschap omgedoopt tot de huidige titel. In tegenstelling tot de voorgaande jaren bestaat er geen vaste kalender meer, maar mogen de teams en rijders in alle dertien rondes deelnemen. Hiervan tellen er maximaal zeven mee voor het kampioenschap. Door de introductie van Groep R en de herclassificatie van Groep A en Groep N, is WRC-2 geldig voor auto's onder S2000, R4 en R5 regels met een extra prijs voor N4 auto's. De R4 categorie zal echter na 2013 verdwijnen omdat de auto's gebouwd zijn onder N4 regels en geen andere auto's onder Groep N nog gehomologeerd zullen worden. 

## Lijst van winnaars

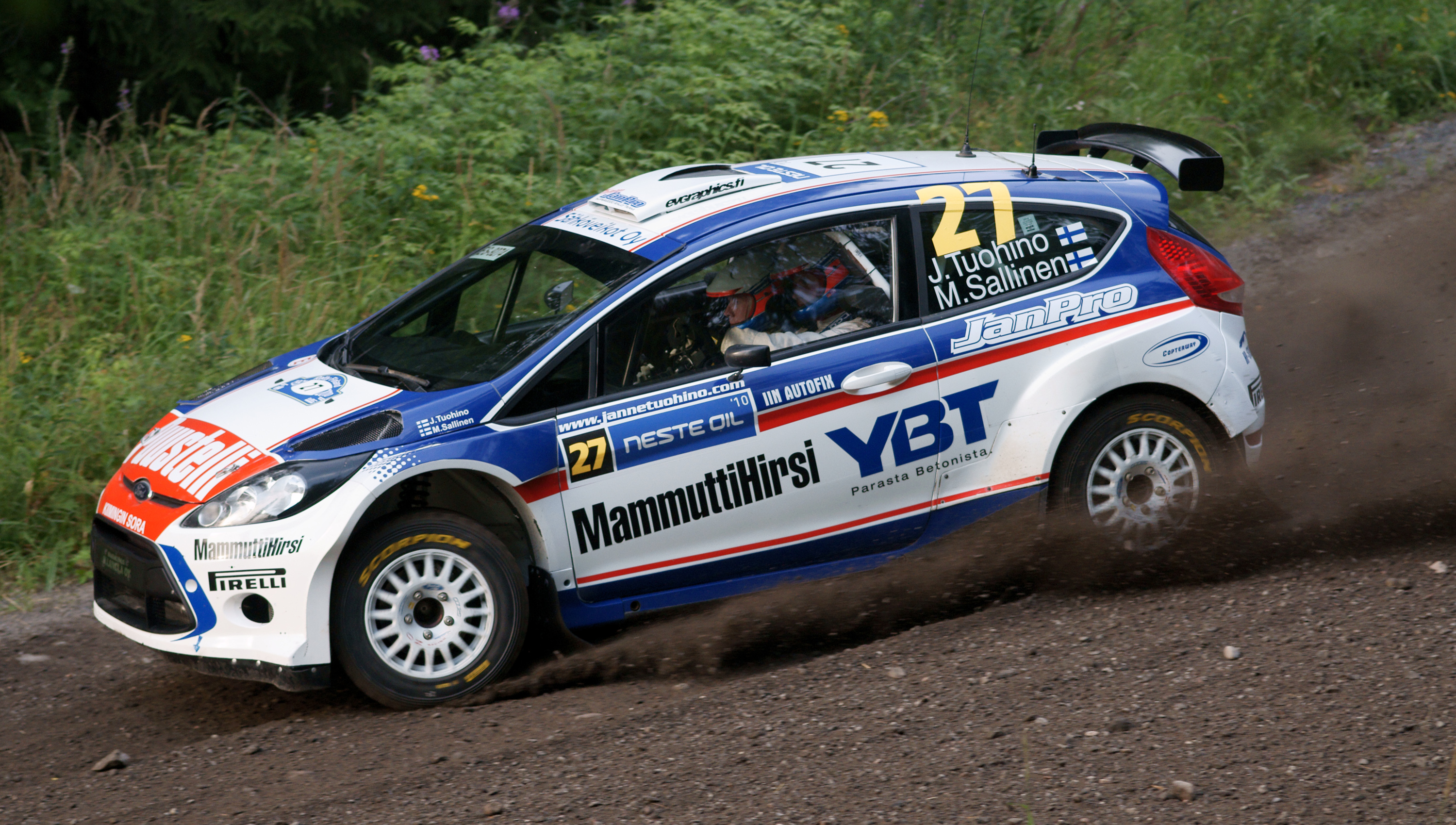
Janne Tuohino in de Ford Fiesta S2000 in het S-WRC seizoen van 2010

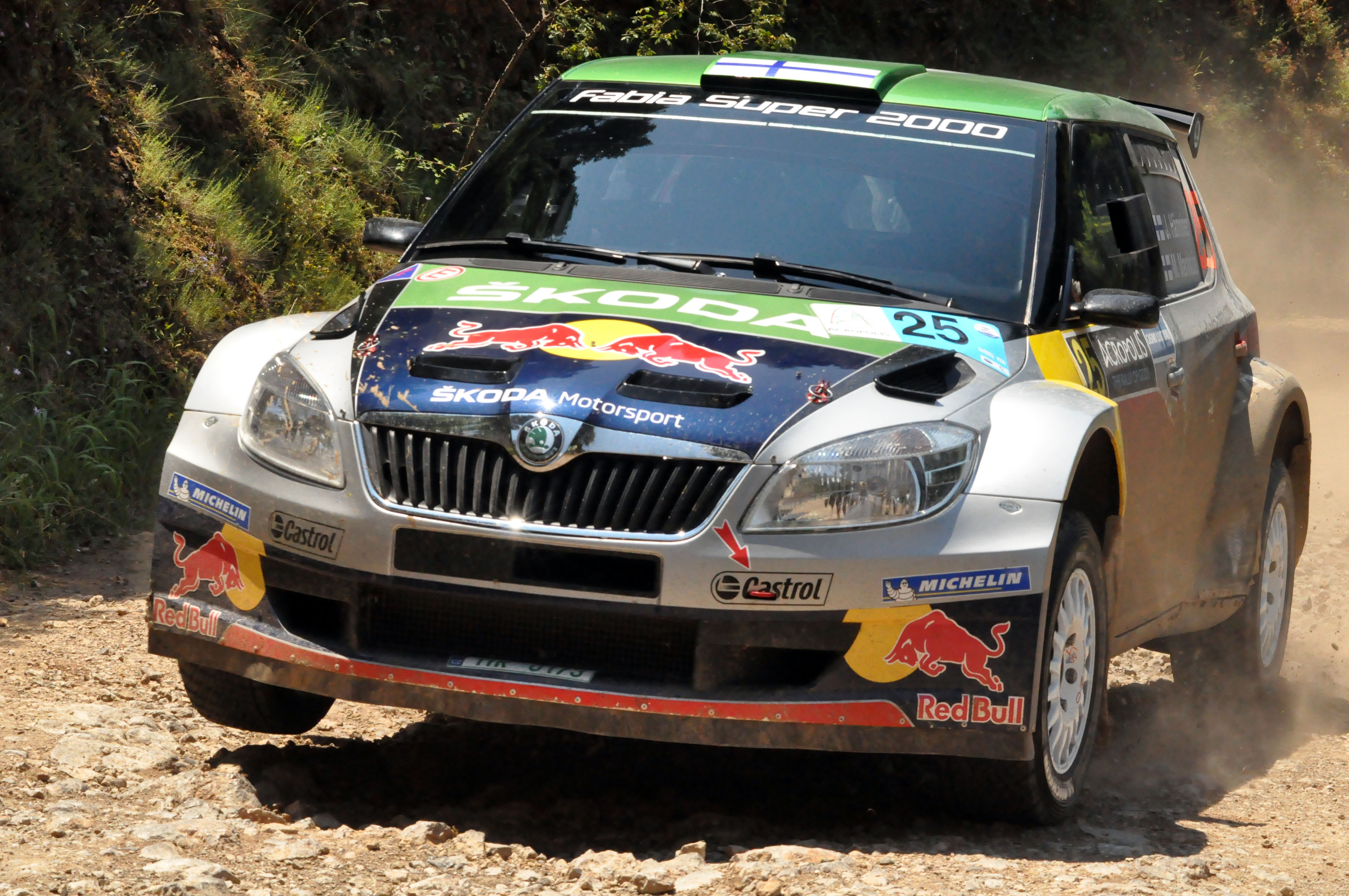
Juho Hänninen werd in 2011 met de Škoda Fabia S2000 S-WRC kampioen

| Seizoen | Rijder        | Auto              | Team                |
| ------- | ------------- | ----------------- | ------------------- |
| WRC-2   |               |                   |                     |
| 2013    | Robert Kubica | Citroën DS3 RRC   |                     |
| S-WRC   |               |                   |                     |
| 2012    | Craig Breen   | Ford Fiesta S2000 | Niet gehouden.      |
| 2011    | Juho Hänninen | Škoda Fabia S2000 | Niet gehouden.      |
| 2010    | Xavier Pons   | Ford Fiesta S2000 | Red Bull Rally Team |